# Hayfork
Hayfork é uma região censitária dos Estados Unidos, localizada no condado de Trinity (Califórnia).

## Demografia
Segundo o censo americano de 2000, a sua população era de 2315 habitantes.

## Geografia
De acordo com o United States Census Bureau tem uma área de 403,1 km², dos quais 402,9 km² cobertos por terra e 0,2 km² cobertos por água. Hayfork localiza-se a aproximadamente 704 m acima do nível do mar.

## Localidades na vizinhança
O diagrama seguinte representa as localidades num raio de 72 km ao redor de Hayfork.